# Lê Gia Đỉnh
Lê Gia Đỉnh (1920-1946) là một liệt sĩ trong Kháng chiến chống Pháp, người được truy tặng danh hiệu Anh hùng Lực lượng Vũ trang Nhân dân do hành động dũng cảm ôm bom ba càng lao vào xe tăng địch. Hy sinh ngày 20 tháng 12 năm 1946. Khi hy sinh đang là chính trị viên đại đội, thuộc Trung đoàn Thủ Đô
Ông sinh ra tại xã Hoàng Diệu, huyện Gia Lộc, tỉnh Hải Dương.

## Quá trình chiến đấu
Ông tham gia Cách mạng từ năm 1943. Sau Cách mạng tháng Tám, ông tham gia quân đội và khi toàn quốc kháng chiến, ông là chính trị viên đại đội, thuộc Trung đoàn Thủ đô.
Ngày 20 tháng 12 năm 1946, quân đội Pháp tập trung 300 lính, được 8 xe tăng, 10 xe thiết giáp, 2 pháo 75 ly và một số xe Jeep có gắn súng đại liên, xuất phát từ trại Đồn Thủy (nay là Bảo tàng Cách mạng), tiến công đánh chiếm Bắc Bộ phủ, định bắt sống một số cán bộ cao cấp của trung ương Việt Minh ở đây.
Với thế áp đảo, xe tăng Pháp húc đổ rào sắt, cho bộ binh tràn vào. Để bảo vệ cơ sở của Trung ương, các chiến sĩ cảm tử của Việt Minh đã đánh trả quyết liệt, tạo điều kiện cho cơ quan rút lui an toàn. Trong điều kiện bất lợi đó, trước sự tấn công mạnh mẽ của quân Pháp, để bảo toàn lực lượng, ông quyết định cho các chiến sĩ khác rút sang hầm bên, còn mình ở lại chiến đấu chặn địch. Khi xe tăng và bộ binh của quân Pháp tiến vào, Lê Gia Đỉnh đã ôm bom 3 càng lao vào xe tăng địch. Quân Pháp hoảng sợ, bộ binh và xe tăng đều tháo chạy, Lê Gia Đỉnh đã hy sinh.
Với chiến công và thành tích trong chiến đấu, ngày 28 tháng 4 năm 2000, Lê Gia Đỉnh đã được Chủ tịch nước Việt Nam truy tặng danh hiệu Anh hùng Lực lượng Vũ trang nhân dân.
Tên ông được đặt cho một đường phố ở phường Phố Huế, quận Hai bà Trưng, TP Hà Nội.